# NGC 2450
NGC 2450 is een spiraalvormig sterrenstelsel in het sterrenbeeld Tweelingen. Het hemelobject werd op 26 februari 1878 ontdekt door de Franse astronoom Édouard Jean-Marie Stephan.

## Synoniemen
- MCG 5-19-8
- ZWG 148.22
- PGC 21807